# Черноиванов, Михаил Арсентьевич
Михаил Арсентьевич Черноиванов (21 мая 1910, Журавка, Российская империя — 24 июня 1993, Лиски, Россия) — передовик советского железнодорожного транспорта, поездной диспетчер Лискинского отделения Юго-Восточной железной дороги, Воронежская область, Герой Социалистического Труда (1959), Почётный гражданин города Лиски (1988).

## Биография
Родился 21 мая 1910 году в селе Журавка Богучарского уезда Воронежской губернии в русской крестьянской семье. Получив начальное образование, с 1930 года стал трудиться на железной дороге, дежурным на станции Пасеково.
В 1932 году был призван на службу в ряды Красной Армии. В 1934 году, уволившись из армии, стал работать на различных должностях на станции Россошь. Работал железнодорожником и в трудные годы Великой Отечественной войны.
С 1955 по 1970 годы работал диспетчером железнодорожного узла Лиски, заместителем начальника отдела эксплуатации, позже ревизором движения поездов Лискинского отделения. Один из инициаторов передовых методов диспетчерского управления, организации движения поездов и их формирование.
За выдающиеся успехи, достигнутые в деле развития железнодорожного транспорта, Указом Президиума Верховного Совета СССР от 1 августа 1959 года Михаилу Арсентьевичу Черноиванову было присвоено звание Героя Социалистического Труда с вручением ордена Ленина и золотой медали «Серп и Молот».
С 1970 года Черноиванов находился на пенсии.
В 1988 году ему было присвоено почётное звание «Почётный гражданин города Лиски и Лискинского района».
Проживал в городе Лиски с 1955 года. Умер 24 июня 1993 года.

## Награды
За трудовые успехи удостоен:
- золотая звезда «Серп и Молот» (01.08.1959),
- орден Ленина (1.08.1959),
- Орден Трудового Красного Знамени (21.05.1951),
- Почётный железнодорожник СССР
- Почётный гражданин города Лиски (1988),
- другие медали.